# Денишівська сільська рада
Денишівська сільська рада — колишня адміністративно-територіальна одиниця та орган місцевого самоврядування у Троянівському, Житомирському, Коростишівському районах і Житомирській міській раді Волинської округи, Київської й Житомирської областей Української РСР та України з адміністративним центром у с. Дениші.

## Населені пункти
Сільській раді були підпорядковані населені пункти:
- с. Дениші
- с. Михайлівка
- с. Улянівка

## Населення
Кількість населення ради, станом на 1923 рік, становила 1 978 осіб, кількість дворів — 275.
Кількість населення сільської ради, станом на 1924 рік, становила 1 994 особи.
Відповідно до результатів перепису населення СРСР, кількість населення ради, станом на 12 січня 1989 року, становила 1 935 осіб.
Станом на 5 грудня 2001 року, відповідно до перепису населення України, кількість мешканців сільської ради становила 1 654 особи.

## Склад ради
Рада складалася з 16 депутатів та голови.

## Керівний склад сільської ради
| ПІБ                           | Основні відомості                                                    | Дата обрання | Дата звільнення |
| ----------------------------- | -------------------------------------------------------------------- | ------------ | --------------- |
| Маліванчук Віктор Павлович    | Сільський голова, 1950 року народження, освіта, член народної партії | 26.03.2006   | 31.10.2010      |
| Ільницька Валентина Францівна | Сільський голова, 1966 року народження, освіта вища, позапартійна    | 31.10.2010   |                 |

Примітка: таблиця складена за даними джерела

## Історія
Створена 1923 року в складі сіл Гутисько, Дениші та Михайлівка Троянівської волості Житомирського повіту Волинської губернії. Станом на 1 жовтня 1941 року с. Гутисько не перебуває на обліку населених пунктів.
Станом на 1 вересня 1946 року сільська рада входила до складу Житомирського району Житомирської області, на обліку в раді перебували с. Дениші та хутір Михайлівка.
13 січня 1969 року, відповідно до рішення Житомирського облвиконкому № 16 «Про зміни в адміністративному підпорядкуванні деяких населених пунктів області», до складу ради включено с. Улянівка Буківської сільської ради Житомирського району.
На 1 січня 1972 року сільська рада входила до складу Житомирського району Житомирської області, на обліку в раді перебували села Дениші, Михайлівка та Улянівка.
Припинила існування 17 листопада 2015 року через об'єднання до складу Тетерівської сільської територіальної громади Житомирського району Житомирської області.
Входила до складу Троянівського (7.03.1923 р.), Житомирського (14.05.1939 р., 4.01.1965 р.), Коростишівського (30.12.1962 р.) районів та Житомирської обласної ради (14.11.1935 р.).